# Лебедев, Николай Алексеевич (переводчик)
Николай Алексеевич Лебедев (место рождения и смерти не известны, проживал примерно — конец XVIII века — третья четверть XIX века) — переводчик, титулярный советник, чиновник 3-го Департамента Коллегии иностранных дел, автор переводов на калмыцкий язык познавательных сочинений различного характера.
Перевёл на калмыцкий язык несколько популярных сочинений по медицине, уходу за больными, сельскому хозяйству и ветеринарии, которые издавались в начале XIX века на тодо бичиг в Санкт-Петербурге в типографии Императорской академии наук.
Был знаком с калмыцкой княгиней Цебек Тундутовой, которая помогала ему при переводах медицинских терминов.
Самым известным переводом Николая Лебедева было сочинение Осипа Каменецкого «Краткое наставление о лечении простыми средствами болезней, от различных ядов случающихся» (Ахр сурhль. Өвчтə.күүг кимд арhар эмин зүү. Деед төд ик эзнə гегəнə ишəр hарhсн 1-гч дегтр. Эмин зүүhин коллег даалhсар эмин зүүд бəəгч эмч Осип Каменецкий эн бичг бийнь hарhва. Үүнəс хальмгин келнд орчулва). Первое издание вышло в 1806 году. До 1864 года вышло 9 переизданий этого перевода.

## Переводы
- Как помогать в начальных случаях, от которых может приключиться смерть, СПб, типография Императорской академии наук, 1864;
- Краткое наставление о разведении картофеля, СПБ, Императорская академия наук;
- Наставление, как предотвратить настуральную оспу прививанием коровьей как предохранительной оспы, СПБ, 1846;
- О воспитании ягнят, отчего во многих местах крупный рогатый скот находится в худом состоянии и содержание его мало приносит выгод и о подстилках, СПБ, 1863;
- О том, что такое животное, как оно живёт, что ему здорово, что нездорово, СПб, 1863;
- О том, какой хлеб какую землю любит, СПб, 1864;
- Правила, которые следует соблюдать при откармливании животных, и как должен поступать хозяин при родах животных, СПб, 1864.